# Словацкий скаутинг
Словацкий скаутинг (словац. Slovenský skauting) — крупнейшая словацкая организация скаутинга и гайдинга. По состоянию на 2011 год, в организации было 3157 скаутов; на 2004 год насчитывалось около 3000 девушек-гидов. Является крупнейшей молодёжной организацией в Словакии. Состоит во Всемирной организации скаутского движения и Всемирной ассоциации девушек-гидов и девушек-скаутов.

## История
Первый скаутский отряд в Словакии был создан в 1912 году, скаутское движение развивалось вместе с Венгерским скаутингом, поскольку Словакия была частью Королевства Венгрия. В Чехословакии группы девушек-скаутов были образованы в 1918—1922 годах, в 1919 году была основана Ассоциация скаутов и гидов Чехословацкой Республики, признанная в 1928 году членом Всемирной ассоциации девушек-гидов и девушек-скаутов. До 1939 года скаутское движение развивалось в стране активно. В годы Второй мировой войны оно было запрещено, а в ЧССР существовало только до 1948 года, пока его место не заняло пионерское движение.
Скауты ушли в подполье, и только в 1989 году их организацию восстановили. В 1989 году в ЧССР было 80000 скаутов, а 1 февраля 1990 года была зарегистрирована Федерация чехословацкого скаутинга, признанная в июле 1990 года на Всемирной конференции скаутов в Париже. С 1990 по 1992 годы Словацкий скаутинг был частью Скаутинга Чехословакии, 31 декабря 1992 года были зарегистрированы официально движения «Чешский юнак» и «Словацкий скаутинг», принятые во Всемирную организацию скаутского движения (Словакия состоит там с 1997 года).
Словацкий скаутинг развивается, благодаря множеству учебных курсов и семинарам стратегического планирования; в его состав входит и секция морских скаутов, что является редкостью для стран, не имеющих выхода к морю. С 2000 года действует специальная программа для цыган, стремящихся попасть в скауты и программа помощи детям с ограниченными возможностями.

## Структура
- Юные скауты/девочки-скауты (от 6 до 11 лет). Девиз: «Будь лучше»
- Скауты/гиды (от 11 до 16 лет). Девиз: «Будь готов(а)»
- «Бродяги»: от 16 до 25 лет. Девиз: «Служи»

## Клятвы
Для детей от 6 до 11 лет:

С Божьей помощью я обещаю делать всё возможное, чтобы помогать другим людям, делать добро каждый день и следовать законам скаутинга/гайдинга.

Для детей и подростков от 11 до 16 лет:

Обещаю своей честью делать всё возможное, чтобы исполнять долг перед Богом и страной, чтобы помогать другим людям во все времена и следовать законам скаутинга/гайдинга.

## Правила

### Юные скауты
1. Всегда говорить правду.
2. Помогать другим.
3. Слушать.
4. Быть другом.
5. Заботиться о природе.

### Скауты-подростки
1. Позволять доверять себе.
2. Быть верным.
3. Быть полезным и помогать другим.
4. Быть другом для всех доброжелательных, братом/сестрой для другого скаута.
5. Быть вежливым.
6. Защищать природу и всё ценное, что создано людьми.
7. Слушаться родителей и старших по званию.
8. Быть весёлым и внимательным.
9. Быть бережливым.
10. Не думать, не говорить и не совершать ничего плохого.